# Battaglia di Omosu
La battaglia di Omosu (重須の戦い?, Omosu no Tatakai) del 1580 fu una delle molte battaglie combattute dai clan Takeda e Hōjō durante il periodo Sengoku. Si distinse per essere una delle poche battaglie navali combattute nel Giappone premoderno.
La battaglia si svolse nella costa della penisola di Izu tra le navi di Hōjō Ujimasa, capo del clan Hōjō, e quelle di Takeda Katsuyori. Mentre le marine si scontrarono al largo, gli eserciti dei due clan si affrontarono nella terraferma. Alla fine gli Hōjō furono vittoriosi.